# Rodney Harvey
Rodney Michael Harvey (Filadelfia, Pensilvania; 31 de julio de 1967 — Los Ángeles, California; 11 de abril de 1998) fue un actor y modelo estadounidense.

## Carrera
Nacido en Filadelfia, Harvey fue descubierto por el director Paul Morrissey en 1984, quien le dio papeles en dos de sus películas: Mixed Blood (1985) y Spike of Bensonhurst (1988). Después de firmar con un agente, Harvey se mudó a Los Ángeles, donde continuó actuando y donde comenzó una nueva etapa como modelo. Apareció en la revista Life junto a Madonna, fotografiados por Bruce Weber, y trabajó para Calvin Klein.
En 1990, consiguió el papel de Sodapop Curtis en la serie de corta duración The Outsiders, de la cadena Fox. Tras el fin de la serie, Harvey participó como estrella invitada en Twin Peaks, a lo que le siguió un papel en la película Mi Idaho privado, de Gus Van Sant. El actor hizo su última aparición en pantalla en 1996 con un papel en el drama God's Lonely Man.

## Muerte
Durante el rodaje de Mi Idaho privado, Harvey comenzó a consumir heroína. Tras varias temporadas en prisión y varios intentos de desintoxicarse, el 10 de abril de 1998 Harvey fue hallado muerto en el Hotel Barbizon de Los Ángeles por una sobredosis de heroína y cocaína.
Tras su muerte, fotos suyas en lo profundo de su adicción a la cocaína aparecieron en un anuncio de la Oficina de Control de Drogas, un servicio público estadounidense.

## Filmografía
| Cine       | Cine                 | Cine           | Cine                                          |
| Año        | Película             | Papel          | Observaciones                                 |
| ---------- | -------------------- | -------------- | --------------------------------------------- |
| 1985       | Delivery Boys        | Fast Action    |                                               |
| 1985       | Mixed Blood          | José           | Nombre alternativo: Cocaïne                   |
| 1987       | Initiation           | Danny Molloy   | Nombre alternativo: Zoomstone                 |
| 1987       | Five Corners         | Castro         |                                               |
| 1988       | Salsa                | Ken            |                                               |
| 1988       | Spike of Bensonhurst | Frankie        | Nombre alternativo: The Mafia Kid Throw Back! |
| 1990       | Silent Love          | Giulio         | Nombre alternativo: La bocca                  |
| 1991       | Mi Idaho privado     | Gary           |                                               |
| 1992       | Guncrazy             | Tom            |                                               |
| 1996       | God's Lonely Man     | Glen           |                                               |
| Televisión |                      |                |                                               |
| Año        | Título               | Papel          | Observaciones                                 |
| 1990       | The Outsiders        | Sodapop Curtis | 13 episodios                                  |
| 1990       | Twin Peaks           | Biker Scotty   | 1 episodio                                    |